# Gäbris
Gäbris är en bergstopp i Schweiz.   Den ligger i kantonen Appenzell Ausserrhoden, i den östra delen av landet, 160 km öster om huvudstaden Bern. Toppen på Gäbris är 1 251 meter över havet, eller 445 meter över den omgivande terrängen. Bredden vid basen är 16,6 km.
Terrängen runt Gäbris är huvudsakligen kuperad. Runt Gäbris är det ganska tätbefolkat, med 248 invånare per kvadratkilometer.. Närmaste större samhälle är Sankt Gallen, 8,4 km nordväst om Gäbris.
Omgivningarna runt Gäbris är en mosaik av jordbruksmark och naturlig växtlighet.